# Ordre de bataille de l'armée de la Moselle
Pour un article plus général, voir Armée de la Moselle.
 (février 2025).
Ce qui suit est l'ordre de bataille de l’armée de la Moselle pour l’expédition de Trèves au 1er décembre 1792, c'est-à-dire la structure de commandement d'une des armées révolutionnaires françaises formées pour faire face aux menaces extérieures de la jeune République française.

## Forces françaises

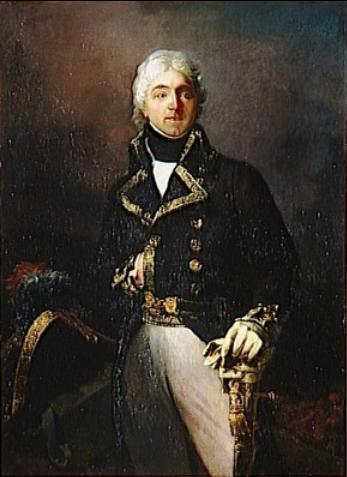
Pierre de Riel, marquis de Beurnonville, général en chef de l'Armée de la Moselle en 1792, François-Joseph Heim, 1834.

Général en chefPierre Riel de Beurnonville
- Chef d’état major : Alexis Balthazar Henri Schauenburg

L’armée de la Moselle partant pour l’expédition de Trèves au 1er décembre 1792 comprend :
- 46 bataillons
- 42 escadrons

donnant une force de 
- 28 951 hommes d’infanterie
- 6 228 hommes de cavalerie
- 729 hommes d’artillerie

### Avant-garde
L’avant-garde est sous les ordres du général Wimpffen
- Brigade d’Estourmel
  - Infanterie légère de la Moselle (1 bataillon)
  - Légion de la Moselle (1 bataillon)
  - 3e régiment de hussards (3 escadrons)
  - 10e régiment de chasseurs à cheval (3 escadrons)
  - Cavalerie légère de la légion de la Moselle (3 escadrons)
  - 4e régiment de dragons (3 escadrons)
  - 11e régiment de cavalerie (3 escadrons)
  - 19e régiment de cavalerie (3 escadrons)
  - Compagnie franche d’Humbert, Guillaume, Fischer et Maurice (1 compagnie)

- Brigade La Barollière
  - 1er et 2e bataillons de grenadiers (2 bataillons)
  - 62e régiment d’infanterie de ligne (1 bataillon)
  - 96e régiment d’infanterie de ligne (1 bataillon)
  - 1er bataillon des volontaires de la Vienne (1 bataillon)
  - 1er bataillon des volontaires de la Meuse (1 bataillon)
  - 1er bataillon des volontaires de l’Indre (1 bataillon)
  - 1er bataillon des volontaires du Lot (1 bataillon)

### 1religne
La 1re ligne est sous les ordres du général Lignéville
- Brigade Muratel
  - 1er bataillon des volontaires de Saône-et-Loire (1 bataillon)
  - 22e régiment d’infanterie de ligne (1 bataillon)
  - 4e régiment de cavalerie (2 escadrons)
  - 14e régiment de dragons (2 escadrons)

- Brigade Lynch
  - 3e, 4e et 5e bataillons de grenadiers (3 bataillons)
  - 1er régiment d'infanterie de ligne (1 bataillon)
  - 17e régiment d’infanterie de ligne (1 bataillon)
  - 24e régiment d’infanterie de ligne (1 bataillon)
  - 1er bataillon des volontaires de la Haute-Marne (1 bataillon)
  - 3e bataillon des volontaires de la Manche (2 bataillons)
  - 4e bataillons des volontaires de la Manche (2 bataillons)

- Brigade Freytag
  - Bataillon de Popincourt (1 bataillon)
  - 1er bataillon des Sections Armées (1 bataillon)
  - 9e bataillon des volontaires de la Meurthe (1 bataillon)
  - 4e bataillon des volontaires de la Seine-Inférieure (1 bataillon)
  - 13e bataillon des Fédérés Nationaux (1 bataillon)
  - 5e régiment d’infanterie de ligne (1 bataillon)
  - 44e régiment d’infanterie de ligne (1 bataillon)
  - 58e régiment d’infanterie de ligne (1 bataillon)
  - 90e régiment d’infanterie de ligne (1 bataillon)

- Brigade Lagrange
  - 54e régiment d’infanterie de ligne (1 bataillon)
  - 4e bataillon des volontaires de la Moselle (1 bataillon)
  - 17e régiment de dragons (2 escadrons)
  - 10e régiment de cavalerie (2 escadrons)

### 2eligne
La 2e ligne est sous les ordres du général Aboville
- Brigade Delaage
  - 53e régiment d’infanterie de ligne (1 bataillon)
  - 55e régiment d’infanterie de ligne (1 bataillon)
  - 89e régiment d’infanterie de ligne (1 bataillon)
  - 2e bataillon des volontaires de la Haute-Marne (1 bataillon)
  - 3e bataillon des volontaires de la Moselle (1 bataillon)
  - 6e bataillon des volontaires de la Meurthe (2 bataillons)
  - 8e bataillon des volontaires de la Meurthe (2 bataillons)

- Brigade Prilly
  - 30e régiment d’infanterie de ligne (1 bataillon)
  - 74e régiment d’infanterie de ligne (1 bataillon)
  - 102e régiment d’infanterie de ligne (1 bataillon)
  - Bataillon des Fédérés des 83 départements (1 bataillon)
  - 3e bataillon de la République (1 bataillon)
  - 4e bataillon des volontaires de la Haute-Saône (1 bataillon)
  - 4e bataillon des volontaires de la Meurthe (1 bataillon)

### Réserve de cavalerie
La réserve de cavalerie est sous les ordres du général Pully
- - 1er régiment de carabiniers (3 escadrons)
  - 2e régiment de carabiniers (3 escadrons)
  - 8e régiment de cavalerie (2 escadrons)
  - 1er régiment de dragons (2 escadrons)
  - 1er régiment de chasseurs à cheval (3 escadrons)
  - 9e régiment de chasseurs à cheval (3 escadrons)

- Parc d’artillerie, 1 détachement
- Éléments de la 5e division de la Gendarmerie nationale